# Topeliusskolan

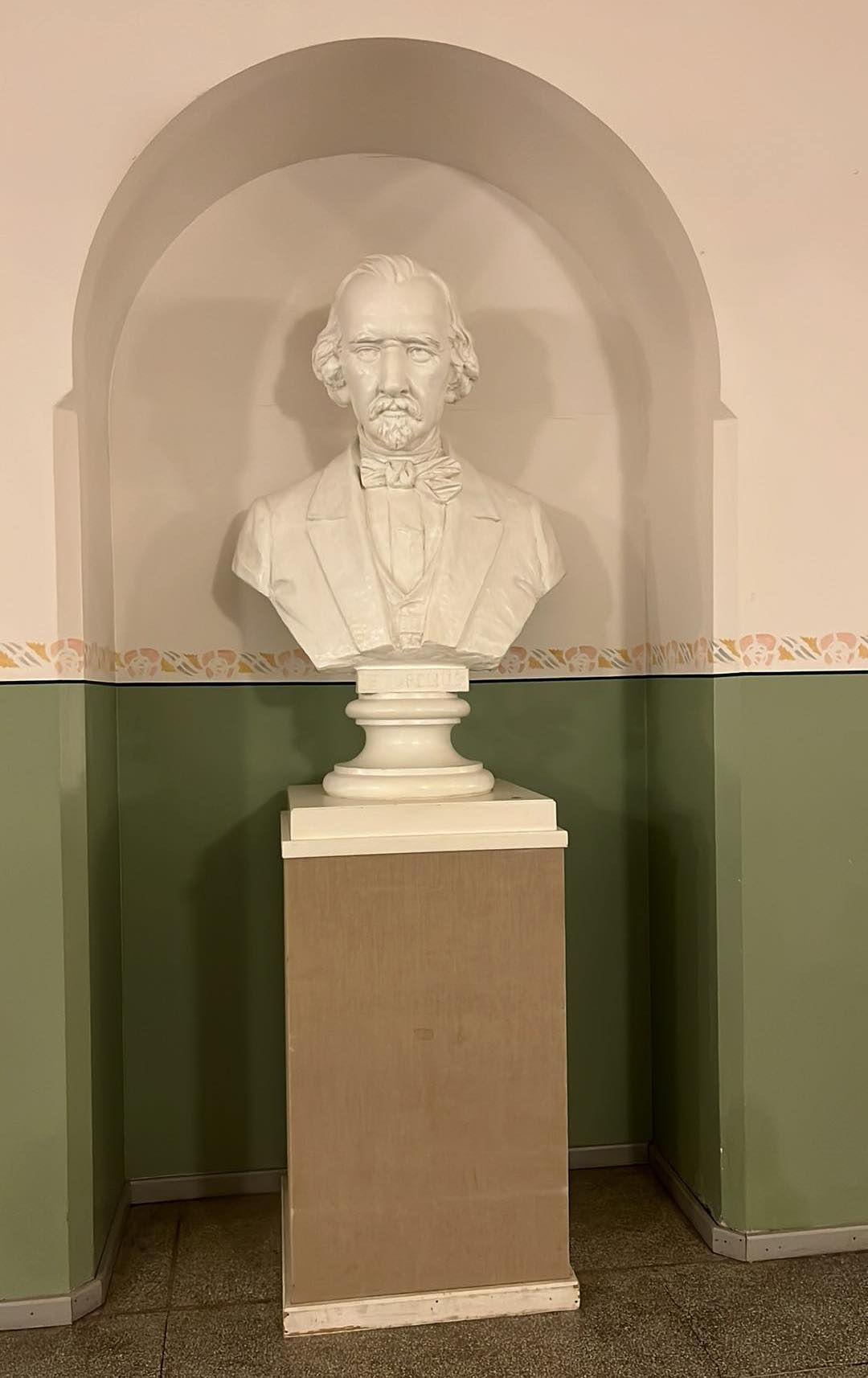
Zacharias Topelius byst i skolbyggnaden år 2023

Topeliusskolan, även kallad Toppan var en svenskspråkig folkskola grundad 1917 i Helsingfors. Skolan fick sitt namn av Zacharias Topelius. 1977 fortsatte verksamheten som grundskola. Samma skolbyggnaden inhyser idag grundskolan Zacharias Topeliusskolan, som bär smeknamnet Toppan.

## Historia
Topeliusskolan grundades som folkskola år 1917 i Helsingfors. Skolan började sin verksamhet hösten 1916, men invigningen skedde på Zacharias Topelius födelsedag 14 januari 1917.
Skolbyggnaden i tegel vid Stenbäcksgatan 14 (vid hörnet av Topeliusgatan) är ritad av Karl Hård af Segerstad.
Skolan har haft både pojkar och flickor som elever sedan början. På basis av gamla fotografier fanns det både blandade klasser och klasser men enbart pojkar, men orsaken till denna indelning är okänd.
Skolan har varit verksam under hela sin tid i skolbyggnaden som stod färdig 1916 på Stenbäcksgatan 14 (Topeliusgatan 22).
Topeliusskolan har som mest haft över 700 elever under efterkrigstiden.
2017 firade Zacharias Topeliusskolan 100 år sedan grundade av ursprungliga Topeliusskolan.